# Segunda División de Chile 1964
El Campeonato Nacional de Fútbol de Segunda División de 1964 fue el 13° torneo disputado de la segunda categoría del fútbol profesional chileno. Contó con la participación de trece equipos, ya que ningún equipo fue aceptado luego del descenso de Valparaíso Ferroviarios la temporada anterior. Además Iberia, cambió su nombre a Iberia-Puente Alto, luego de su fusión con Fatucén de Puente Alto.
El torneo se jugó en tres rondas con un sistema de todos contra todos y el campeón del torneo fue O'Higgins, que consiguió el ascenso para la Primera División.
En la parte baja de la tabla de posiciones se ubicó Ovalle Ferroviarios, que mantuvo su cupo en Segunda, ya que se decidió cambiar su nombre a Deportes Ovalle para 1965.

## Movimientos divisionales
| Pos | a Primera División de Chile 1964 |
| --- | -------------------------------- |
| 1º  | Green Cross (Campeón)            |

| Pos | a Segunda División de Chile 1964 |
| --- | -------------------------------- |
| -   | -                                |

| Pos | Descendido desde Primera División de Chile 1963 |
| --- | ----------------------------------------------- |
| 1º  | O'Higgins                                       |

| Pos | Asociación de Origen    |
| --- | ----------------------- |
| 1º  | Valparaíso Ferroviarios |

## Equipos participantes
| Equipo               | Ciudad            |
| -------------------- | ----------------- |
| Colchagua            | San Fernando      |
| Deportes Temuco      | Temuco            |
| Iberia Puente Alto   | Santiago de Chile |
| Lister Rossel        | Linares           |
| Luis Cruz Martínez   | Curicó            |
| Municipal Santiago   | Santiago de Chile |
| Ñublense             | Chillán           |
| O'Higgins            | Rancagua          |
| Ovalle Ferroviarios  | Ovalle            |
| San Antonio Unido    | San Antonio       |
| San Bernardo Central | San Bernardo      |
| Trasandino           | Los Andes         |
| U.T.E                | Santiago de Chile |

## Tabla final
| Pos | Equipo                | PJ | PG | PE | PP | GF | GC | Dif | Pts |
| --- | --------------------- | -- | -- | -- | -- | -- | -- | --- | --- |
| 1   | O'Higgins             | 36 | 22 | 9  | 5  | 62 | 39 | 23  | 53  |
| 2   | Lister Rossel         | 36 | 18 | 13 | 5  | 70 | 39 | 31  | 49  |
| 3   | Deportes Temuco       | 36 | 17 | 10 | 9  | 61 | 46 | 15  | 44  |
| 4   | San Antonio Unido     | 36 | 18 | 6  | 12 | 58 | 42 | 16  | 42  |
| 5   | Trasandino            | 36 | 16 | 7  | 13 | 54 | 55 | -1  | 39  |
| 6   | Ñublense              | 36 | 13 | 10 | 13 | 56 | 56 | 0   | 36  |
| 7   | San Bernardo Central  | 36 | 10 | 13 | 13 | 34 | 40 | -6  | 33  |
| 8   | Universidad Técnica   | 36 | 13 | 6  | 17 | 54 | 65 | -11 | 32  |
| 9   | Luis Cruz Martínez    | 36 | 10 | 11 | 15 | 39 | 45 | -6  | 31  |
| 10  | Iberia-Puente Alto    | 36 | 11 | 8  | 17 | 54 | 64 | -10 | 30  |
| 11  | Municipal de Santiago | 36 | 9  | 11 | 16 | 44 | 54 | -10 | 29  |
| 12  | Colchagua             | 36 | 8  | 9  | 19 | 43 | 63 | -20 | 25  |
| 13  | Ovalle Ferroviarios   | 36 | 8  | 9  | 19 | 45 | 66 | -21 | 25  |

PJ=Partidos jugados; PG=Partidos ganados; PE=Partidos empatados; PP=Partidos perdidos; GF=Goles a favor; GC=Goles en contra; Dif=Diferencia de gol; Pts=Puntos
|  | Campeón. Asciende a Primera División |
|  | Descenso suspendido                  |